# Alex Braune

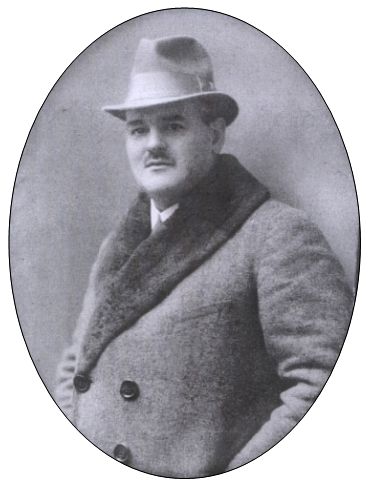
Alex Braune zwischen 1910 und 1920

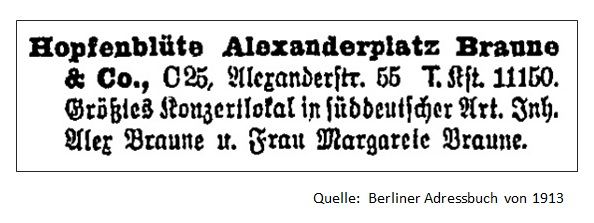
Berliner Adressbuch 1913

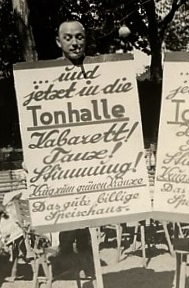
Reklame für die Tonhalle in Gera

Alex Theodor Otto Braune (* 17. September 1880 in Berlin; † 30. September 1942 ebendort) war ein Betreiber mehrerer erfolgreicher Varieté- und Kabarettbühnen in den ersten Jahrzehnten des 20. Jahrhunderts (bis 1927 in Berlin, anschließend bis 1935 in Gera, Erfurt und Danzig, Lübeck).

## Leben
Während seiner Militärzeit von 1900 bis 1902 im Garde-Grenadier-Regiment Nr. 5 entdeckte er seine schauspielerische Neigung und sein Organisationstalent. Als er 1906 die Tochter eines Gastronomen heiratete, war sein weiterer beruflicher Weg vorgezeichnet.
Seit 1907 verzeichneten die Berliner Adressbücher Alex Braune als Gastwirt und Betreiber von Varieté-Bühnen im Umkreis des Alexanderplatzes: 1907 Braune & Schwenzin’s Varieté-Theater in der Alexanderstraße 39/40 (am Standort des ehemaligen Bunten Brettls, aber in einem 1906 neu errichteten Gebäude), 1909 die Neuen Holzhackerhütten in der Königstraße 26a, und schließlich ab etwa 1910 in der Alexanderstraße 55 Café Braune, Hopfenblüte und Braune’s Diele.
Nach erneuter Militärzeit während des Ersten Weltkrieges eröffnete Braune 1918 in der Behrenstrasse 54 das Metropol-Kabarett. Dort hatte Rudolf Nelson bereits 1910 in einer Varietébühne gleichen Namens seine Programme präsentiert. Ab 1928 trug es unter der Leitung von Ralph Arthur Roberts den Namen Theater in der Behrenstraße.
In Sammlungen erhaltene Plakate nennen von Alex Braune engagierte Künstler wie zum Beispiel Robert Steidl.
Da sich Braune zunehmend aufs Geschäftliche konzentrierte, lag die künstlerische Leitung der Etablissements zeitweilig in anderen Händen. In Braunes Diele verantwortete zum Beispiel 1919 Karl Heinzius, ein Stummfilmschauspieler und Vortragskünstler, die Direktion.
Im Jahr 1926 übernahm Alex Braune in Gera die Tonhalle, in der er verschiedene gastronomische und Unterhaltungsangebote schuf: das Nachtkabarett „Trocadero“ (innenarchitektonisch von Thilo Schoder neu gestaltet), ein Konzert-Café, die rustikale Wirtschaft „Krug zum grünen Kranze“ und das Freiluftvarieté „Paradiesgarten“. Alex Braune wohnte zeitweise in der Gartenstadt Heinrichsgrün (Gera).
Ein Schlaganfall in den 1930er Jahren beendete seine unternehmerische Laufbahn.
Er starb 1942 in seinem Haus in Berlin-Frohnau an den Spätfolgen des Schlaganfalles.